# Thémison de Laodicée
Pour les articles homonymes, voir Thémison.
Thémison de Laodicée est un médecin grec du Ier siècle av. J.-C., venu à Rome, mentionné par Celse dans son De medicina, il est l'un des fondateurs de l'école méthodique.  

## Biographie
Natif de Laodicée de Syrie (actuelle Lattaquié), c'est un disciple d'Asclépiade de Bithynie et de sa conception mécanique de la maladie. Savoir s'il en a été l'élève direct n'est pas clair à cause d'une chronologie incertaine.
Immigré de Syrie, venu à Rome, il devient l'un des fondateurs de la secte des Méthodiques, opposée aux Empiriques. Il meurt vers 50-40 av. J-C. 
Il eut notamment comme disciple Antonius Musa qui devint un des médecins d'Auguste le premier empereur romain. 

## Doctrine
Ses textes sont perdus et sa doctrine n'est connue que de seconde main par des commentateurs tels que Celse, Galien et Caelius Aurelianus.
Il réforme l'enseignement d'Asclépiade en remplaçant la notion anatomique localisante de la maladie par une notion plus globalisante, la tension ou le relâchement des conduits du corps. 
Il déclare que la bonne médecine est une pratique efficace, ni plus ni moins. Cette pratique n'a pas besoin de classifications compliquées, de recherches de causes cachées, de démonstrations logiques comme le veulent les dogmatiques, ni de cas passés comparables comme font les empiriques. L'examen direct du patient suffit à indiquer le traitement, si l'on comprend que toutes les maladies présentent des « communautés apparentes » qui les rendent visibles.
Thémison divise les maladies en deux groupes, les aiguës qui sont le résultat d'un resserrement et les chroniques d'un relâchement, plus les états mixtes qui sont un mélange des deux.  Chaque maladie peut se transformer selon un diatritos ou période de trois jours, qui nécessite une adaptation du traitement. Ces idées sont développées par Thessallos de Tralles violemment critiqué par Galien.